# Kunbarrasaurus
Kunbarrasaurus è un genere estinto di piccolo dinosauro anchilosauride, vissuto 119-113 milioni di anni fa, durante il Cretacico inferiore, in quella che è oggi l'Australia.

## Descrizione

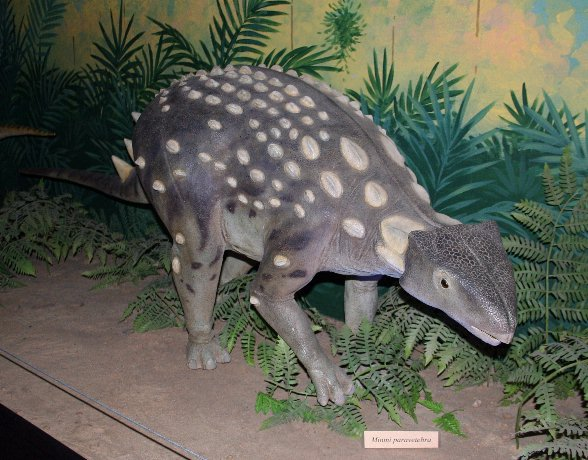
Ricostruzione museale di K. ieversi, al National Dinosaur Museum

Kunbarrasaurus era un piccolo dinosauro corazzato, quadrupede dotato di una lunga coda e una corazza formata da osteodermi.
Il tetto del cranio dell'animale era quasi perfettamente piatto, e aveva un profilo convesso, limitato dall'osso postorbitale e dall'osso nasale. I bordi della parte superiore del cranio, costituite dalla parte prefrontale, sopraorbitale e dall'osso postorbitale, formano un angolo retto ai lati del cranio. L'osso sopraorbitale è costituito da un solo osso, invece da due o tre. L'osso prefrontale era esposto solo sul tetto del cranio e non raggiunge la cavità oculare. L'osso nasale non raggiunge il lato del muso ed è limitato verso l'alto e il grande muso, posto più centrale, apertura attorno alla narice. Questa apertura, che si trova completamente nell'osso nasale, piuttosto grande rispetto alla parte mascellare del muso e completamente accessibile dall'alto e di lato. L'osso mascellare raggiunge verticalmente per tutta l'altezza del cranio, raggiungendo il prefrontale sul tetto cranio. L'osso lacrimale è diretto verticalmente. L'osso pterigoidee non si toccano l'un l'altro con le loro estremità posteriori alla scatola cranica, totalmente separate dal basisfenoide. Il processo coronoideo della mandibola è fortemente sporgente. Il lato della scatola cranica è costituito essenzialmente da cartilagine invece che da osso, in modo che molti nervi cerebrali dovevano avere le loro uscite in un'unica grande apertura, piuttosto che in piccole aperture separate. L'orecchio interno è molto grande rispetto al cranio nel suo complesso e differisce da quello di tutte le altre famiglie di Dinosauria noti. Gli osteodermi del cranio erano piatte o con una chiglia molto piatta e bassa. Ai lati del cranio non sono presenti ossa squamosali o piccole corno ai lati della testa o sulle guance, come nella maggior parte degli anchilosauridi.

### Osteodermi
Kunbarrasaurus possedeva su tutto il corpo, vari noduli ossi noti come osteodermi, che formavano una spessa armatura che proteggeva l'animale dai predatori. La corazza proteggeva la testa, la schiena, l'addome, le gambe e anche la lunga coda. Gli osteodermi si dividono in vari tipi, in base alla posizione sul corpo di Kunbarrasaurus. I vari noduli ossi erano disposti in quattro file di osteodermi che percorrevano tutta la lunghezza della animale fino alla coda dove gli osteodermi si dividevano ai lati della coda formando una sorta di protezione ai lati della coda. Intorno al collo vi era invece una sorta di scudi carenati. Lo scudo sacrale è tuttavia assente.

## Storia della scoperta

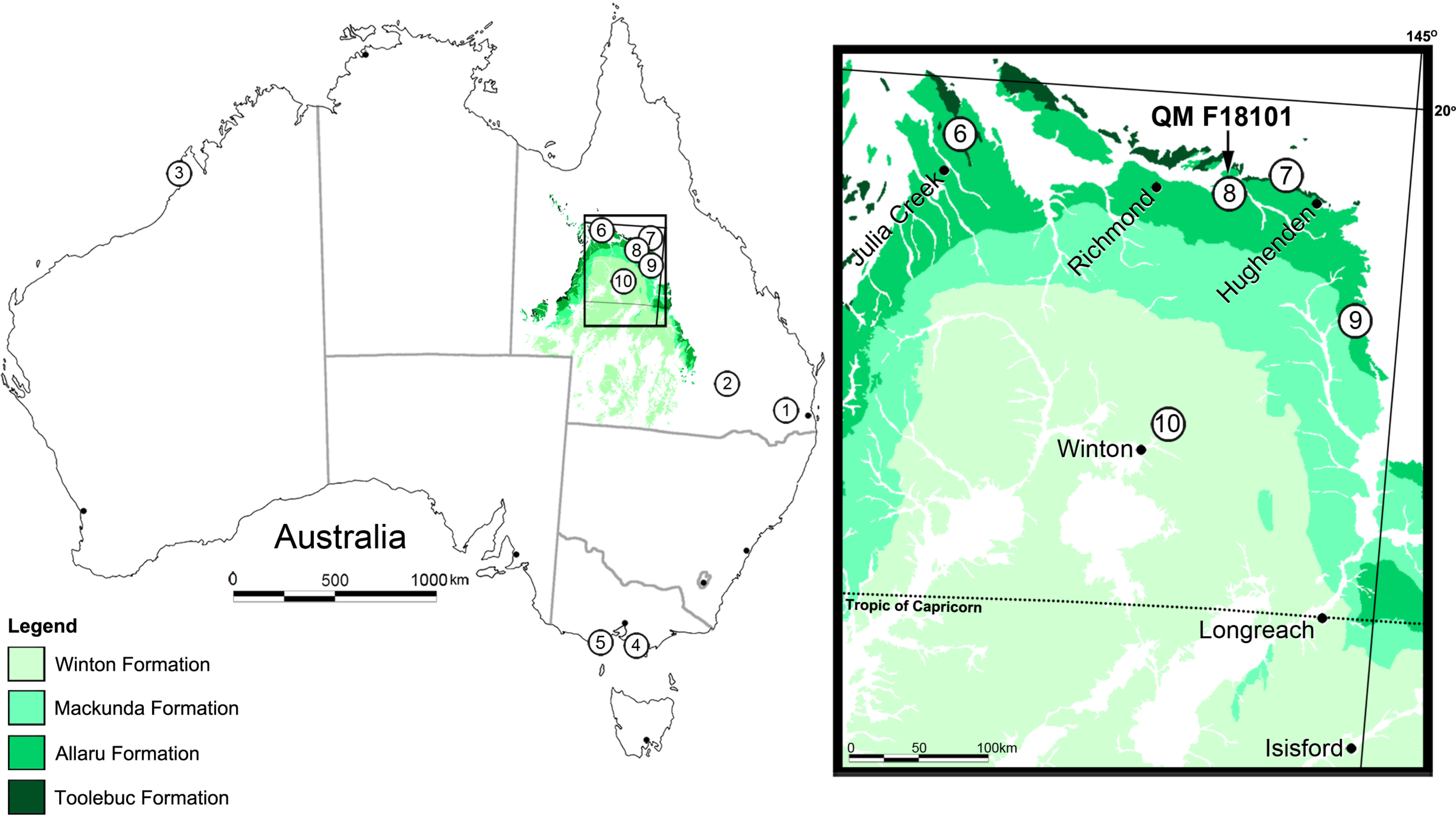
Aree di ritrovamento di fossili di thyreophora: il numero 8 indica dove è stato ritrovato l'olotipo di K. ieversi

Nel novembre del 1989, a Marathon Station, nei pressi di Richmond, Queensland, fu scoperto un piccolo scheletro di anchilosauride. Nel gennaio 1990 il fossile fu ufficializzato dal team di paleontologi guidato da Ralph Molnar, mentre nel 1996, in una descrizione provvisoria, Molnar concluse che probabilmente lo scheletro apparteneva ad un animale simile o affine al genere Minmi, denominandolo come una nuova specie del genere, ossia Minmi sp. Successivamente, l'esemplare è stato ulteriormente preparato da un bagno acido e scannerizzato con una TAC. Le nuove informazioni portarono alla conclusione che il campione appartenevano ad un nuovo genere di ankylosauro.

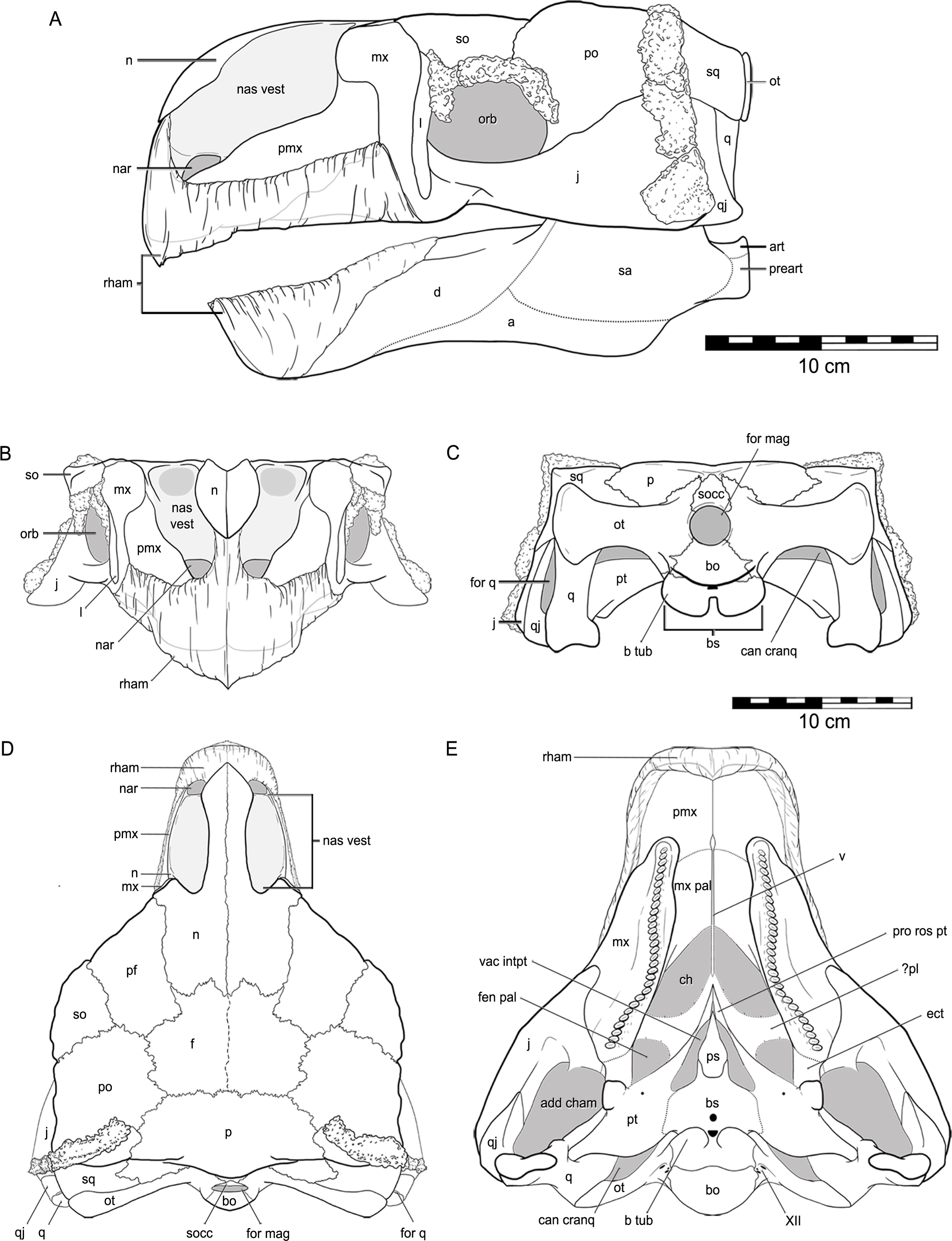
Ricostruzione del cranio di K. ieversi

Nel 2015, Lucy G. Leahey, Ralph E. Molnar, Kenneth Carpenter, Lawrence M. Witmer en Steven W. Salisbury denominarono e descrissero l'esemplare come Kunbarrasaurus ieversi. Il nome del genere deriva dalla parola Kunbarra che significa "scudo" in lingua Mayi, del popolo Wunumara locale. Il nome specifico ieversi onora invece Ian Ivers, il responsabile della proprietà dove è stato rinvenuto il fossile. Tuttavia la descrizione è stata limitata solamente al cranio.
L'olotipo, (QM F1801), è stato ritrovato in uno strato della Allaru Mudstone, una formazione geologica composta da sedimenti marini risalenti alla fine dell'Albiano, o forse all'inizio del Cenomaniano. L'olotipo è composto da uno scheletro quasi completo, comprendente il cranio e la colonna vertebrale fino alla coda, il cingolo della spalla sinistra, il braccio sinistro meno la mano, il bacino, entrambi i femori e la maggior parte dell'armatura del corpo. Sia le ossa sia l'armatura sono stati ritrovati articolati tra loro. Nella regione dello stomaco sono stati ritrovati i resti dell'ultimo pasto dell'animale. Il campione rappresenta lo scheletro più completo di un dinosauro mai trovato nel Gondwana orientale (Australia, Antartide, Madagascar e India), nonché lo scheletro di ankylosauro più completo in tutto il Gondwana.
Dall'anno della sua descrizione nel 2015, i fossili precedentemente assegnati alla specie Minmi sp. sono stati riattribuiti al nuovo genere Kunbarrasaurus.

## Classificazione
Kunbarrasaurus fa parte della famiglia degli Ankylosauria. Nel 2015, Victoria Megan Arbour e colleghi, separò la tassonomia di Minmi da quella dell'esemplare QM F1801. Mentre Minmi è stato classificato come un membro basale di Ankylosauridae, QM F1801 aveva una posizione basale in Ankylosauria, vale a dire troppo "primitivo" per essere inclusi sia in Ankylosauridae che in Nodosauridae. Nella descrizione del 2015 come Kunbarrasaurus, su considerazione delle attuali conoscenze dell'animale tale classificazione è effettivamente ritenuta probabile.

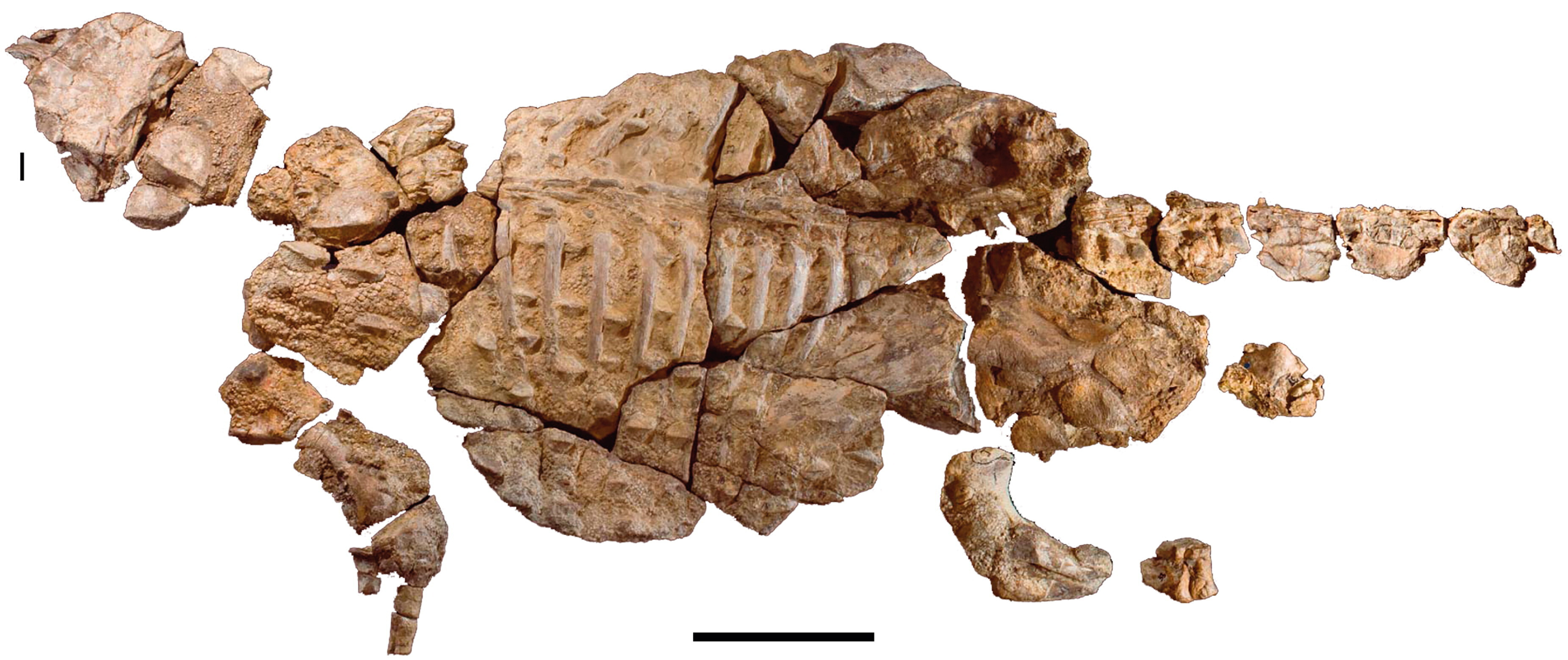
Scheletro di Kunbarrasaurus

## Paleobiologia

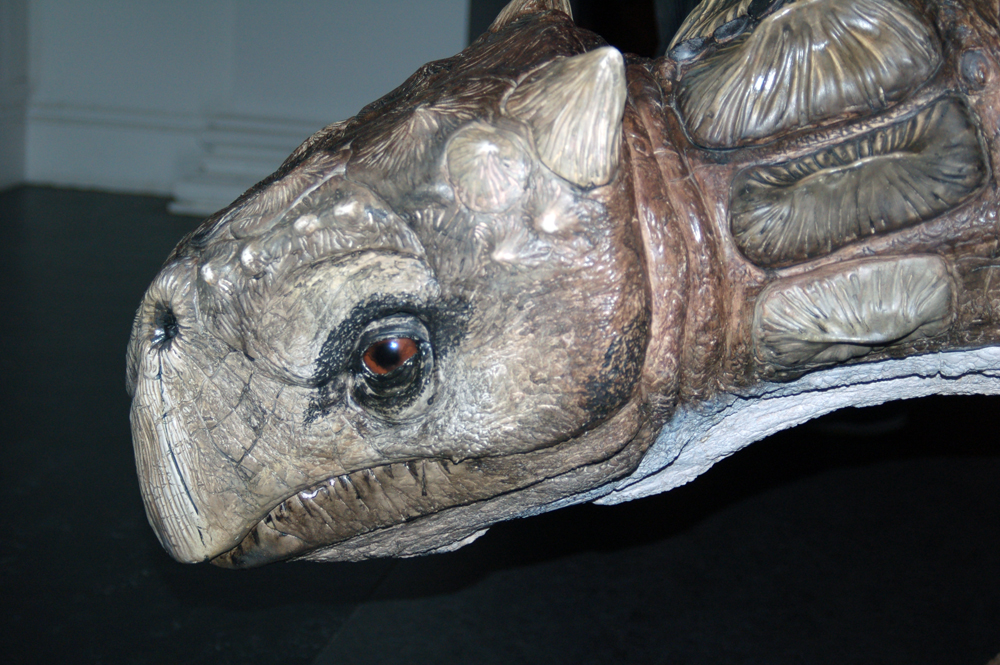
Ricostruzione museale della testa di un K. ieversi

Come tutti gli altri anchilosauridi, Kunbarrasaurus era un erbivoro. A differenza di molti altri dinosauri erbivori, ci sono prove dirette della dieta di Kunbarrasaurus: la scoperta eccezionale del contenuto dello stomaco dell'esemplare tipo, ha mostrato la presenza di frammenti di tessuti vegetali fibrosi, frutti, semi sferici e vescicole di tessuti vegetali (possibilmente da felce sporangi). I resti più comuni sono i frammenti di tessuti vegetali fibrosi e vascolari, che sono in genere piuttosto uniformi nel formato da 0,6 a 2,7 millimetri (0,02 a 0,11 in) di lunghezza e hanno tagli puliti alle estremità, perpendicolarmente all'asse lungo di un determinato frammento. A causa delle piccole dimensioni dei frammenti, è possibile che l'animale masticasse a lungo il cibo, trattenendolo in bocca. Questi piccoli frammenti potrebbero provenire da ramoscelli o gambi, ma le loro dimensione suggeriscono che provenissero da foglie vere e proprie. Non è stata ritrovata alcuna traccia di gastroliti, segno che l'animale masticava a lungo il cibo come i moderni bovini. I semi (0,3 mm [0.01 in] attraverso) e i frutti (4,5 mm [0.18 in] di diametro) erano stati apparentemente ingoiati interi. Da un confronto con animali erbivori moderni come lucertole, emù e oche indica che Kunbarrasaurus aveva un processo più sofisticato nel taglio del materiale vegetale.